# Kathedraal van Barcelona
De Kathedraal van het Heilig Kruis en Sint Eulalia (Catalaans: Catedral de la Santa Creu i Santa Eulàlia, Spaans: Catedral de la Santa Cruz y Santa Eulalia) is de gotische kathedraal van Barcelona, gelegen aan de Plaça de la Seu. Zij is de hoofdkerk van het aartsbisdom Barcelona en is gewijd aan de heilige Eulalia van Mérida, die in 304 stierf als martelares en co-patrones van de stad is.

## Beschrijving
De kathedraal is een hallenkerk met een schip bestaande uit een hoofdbeuk en vier vrijwel even hoge zijbeuken, waarvan de buitenste twee in 28 kapellen onderverdeeld zijn. Het chevet bestaat uit een kooromgang met negen straalkapellen. Onder het hoogaltaar bevindt zich de crypte met een marmeren sarcofaag met de relieken van de heilige Eulalia. In het middenschip bevinden zich bewerkte vijftiende-eeuwse koorbanken waarop de wapens van verschillende Europese koningen zijn geschilderd. Op het witmarmeren koorhek uit de zestiende eeuw staan scènes afgebeeld van het martelaarschap van Sint-Eulalia. Naast de doopvont vooraan in de kerk hangt een plaat die de doop herdenkt van zes Caribische indianen die door Columbus uit de Nieuwe Wereld werden meegebracht.
In een van de zijkapellen, de Capella del Santíssim Sagrament, hangt de Christus van Lepanto (Santo Cristo de Lepanto), met een kruisbeeld van een schip dat meegevochten heeft tijdens de Slag bij Lepanto (1571). Volgens een Catalaanse legende zou de jezusfiguur zich tijdens de gevechten op miraculeuze wijze naar rechts hebben bewogen om te vermijden dat hij zou geraakt worden door een kanonskogel. In de Capella de Sant Benet, gewijd aan de stichter van de benedictijnenorde, hangt een altaarstuk uit het midden van de vijftiende eeuw van Bernat Martorell.
Aan de kathedraal is ook een gotische kloostergang verbonden met in een van de hoeken een fonteintje met drinkbaar water bekroond met een beeld van Sint-Joris en de draak. In de tuin van het klooster, waar palmbomen en sinaasappelbomen groeien, leven ook dertien witte ganzen, waarvan het aantal verwijst naar het feit dat Eulalia dertien jaar was toen zij de marteldood stierf. Vanuit de kloostergang heeft men ook toegang tot het Sacristiemuseum, waarin artefacten van de schatkamer van de kathedraal worden tentoongesteld. De Capella de Santa Llúcia dateert van 1257-1268 en is in romaanse stijl. Zij bevindt zich op een hoek van het klooster en is van de buitenzijde toegankelijk.
De voornaamste bezienswaardigheden binnen de kathedraal zijn:
- de crypte met de sarcofaag van de heilige Eulalia
- het bewerkte vijftiende-eeuwse koorgestoelte
- de Capella del Santíssim Sagrament (met het kruisbeeld van de Christus van Lepanto van 1571)
- de Capella de Sant Benet (met het altaarstuk van de Transfiguratie van Bernat Martorell)
- de romaanse Capella de Santa Llúcia

## Geschiedenis van de locatie en bouw
Op de plaats van de kathedraal stond in de vierde eeuw al een Romeinse vroegchristelijke basiliek. Bij opgravingen is een gebouw ontdekt met drie schepen die van elkaar gescheiden worden door twee rijen witmarmeren zuilen. Dit gebouw zou kunnen overeenkomen met de vierde-eeuwse basiliek. In 985 werd de basiliek nagenoeg vernield door de Moren, toen deze de stad grotendeels verwoestten en platbrandden. De kerk bleef echter bestaan tot 1046, toen Raymond Berengarius I van Barcelona en zijn vrouw Almodis de opdracht gaven tot de bouw van een nieuwe kathedraal in de romaanse stijl. Deze kathedraal werd op 18 november 1058 ingewijd.
De huidige gotisch kathedraal werd gebouwd op de fundamenten van de vroegchristelijke basiliek en de romaanse kathedraal. De bouw van de kathedraal startte in 1298 ten tijde van Jacobus II van Aragón en rond het midden van de vijftiende eeuw was de kathedraal grotendeels afgewerkt.
Onder leiding van bouwmeester Jaume Fabre ontstonden het brede middenschip en de vrijwel even hoge zijbeuken, die in een kooromgang uitmonden. Machtige bundelpijlers geleden de traveeën van het langschip, waarvan de gewelven pas in 1448 met kleurige sluitstenen werden voltooid. In 1337 voltooide men de crypte onder de kerk. Fabre was tevens verantwoordelijk voor het vlakke, twaalfdelige waaiergewelf, dat een inspiratiebron zou zijn voor Antoni Gaudí. 
Het 15de-eeuws bewerkte koorgestoelte en preekstoel zijn het werk van de Vlaming Daneel Rutaert uit Lovendegem.
De voorgevel dateert echter van eind negentiende eeuw. Deze werd voltooid in 1889 en werd gebouwd naar de oorspronkelijke plannen uit 1408 van de Fransman Charles Galtès. De drie torens aan de westzijde werden voltooid in 1913. De middelste toren heeft een hoogte van 74 meter. Deze toren wordt bekroond met een bronzen beeld van Sint-Helena, ontworpen door de beeldhouwer Eduard Alentorn. De twee achthoekige klokkentorens boven de zijdeuren zijn ouder. Zij dateren uit het laatste kwart van de 14e eeuw.

## Afbeeldingen

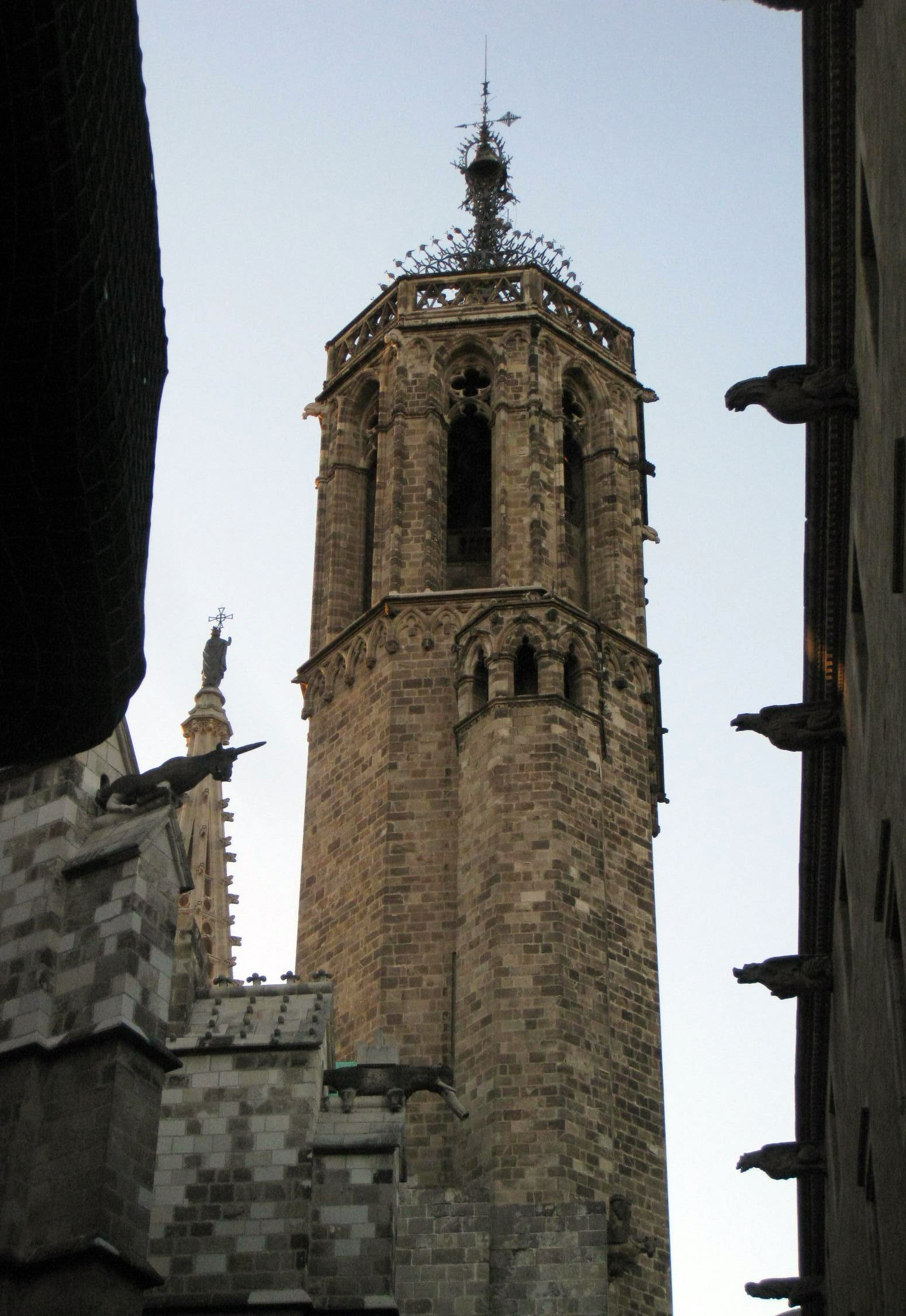
Een van de twee achthoekige klokkentorens
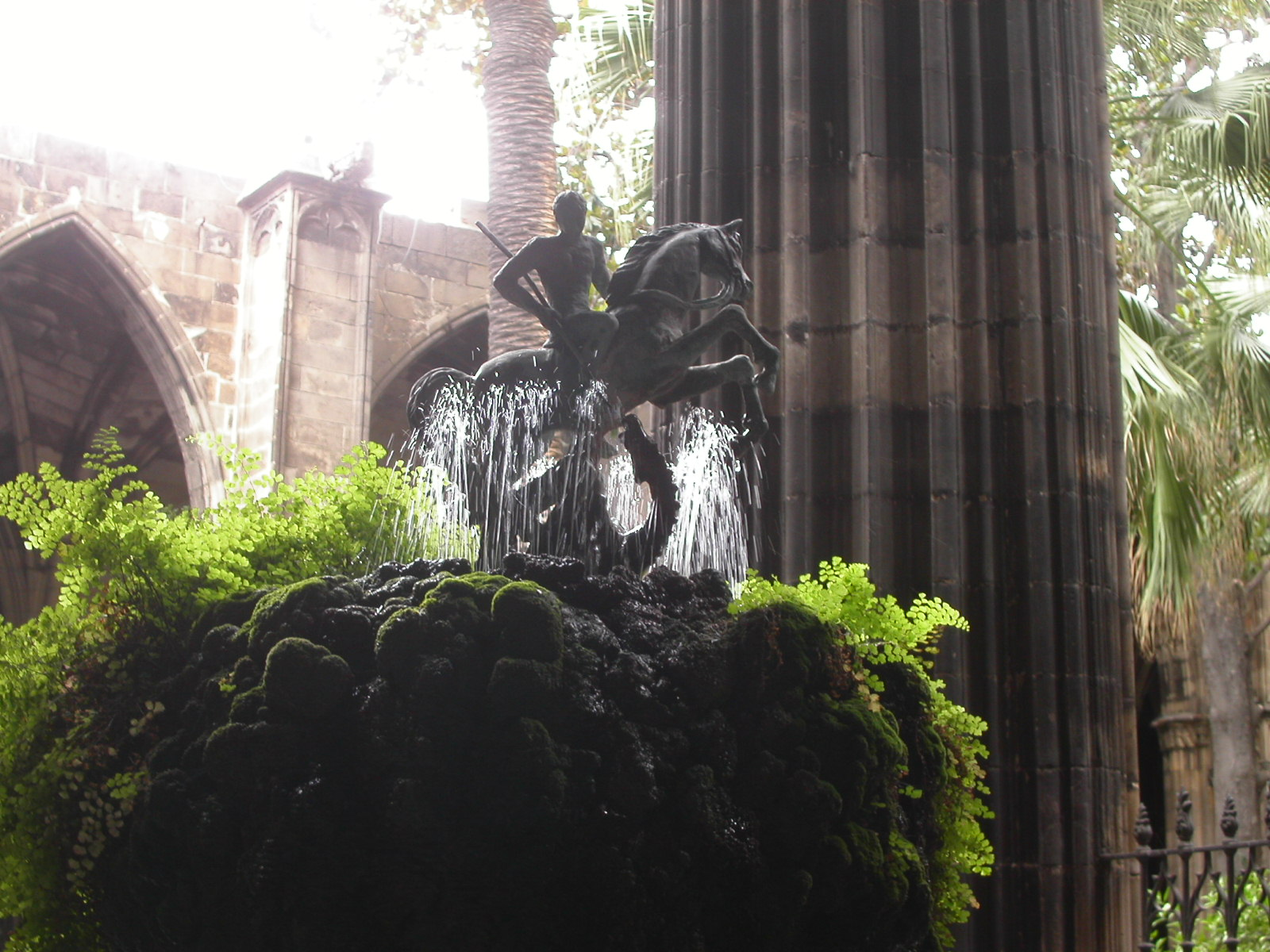
Het fonteintje met St. Joris en de draak in de kloostergang
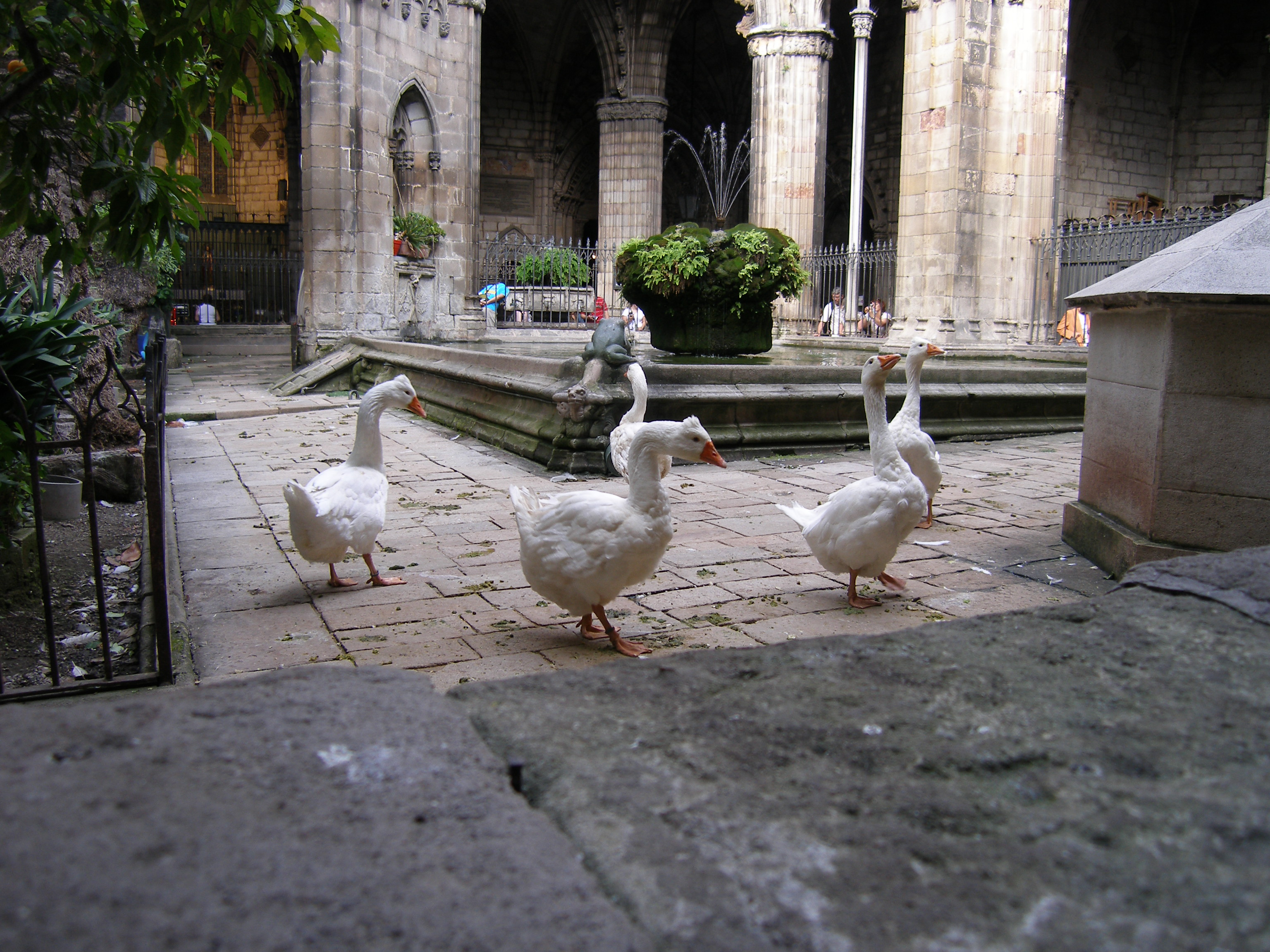
De kloostertuin met enkele van de dertien ganzen
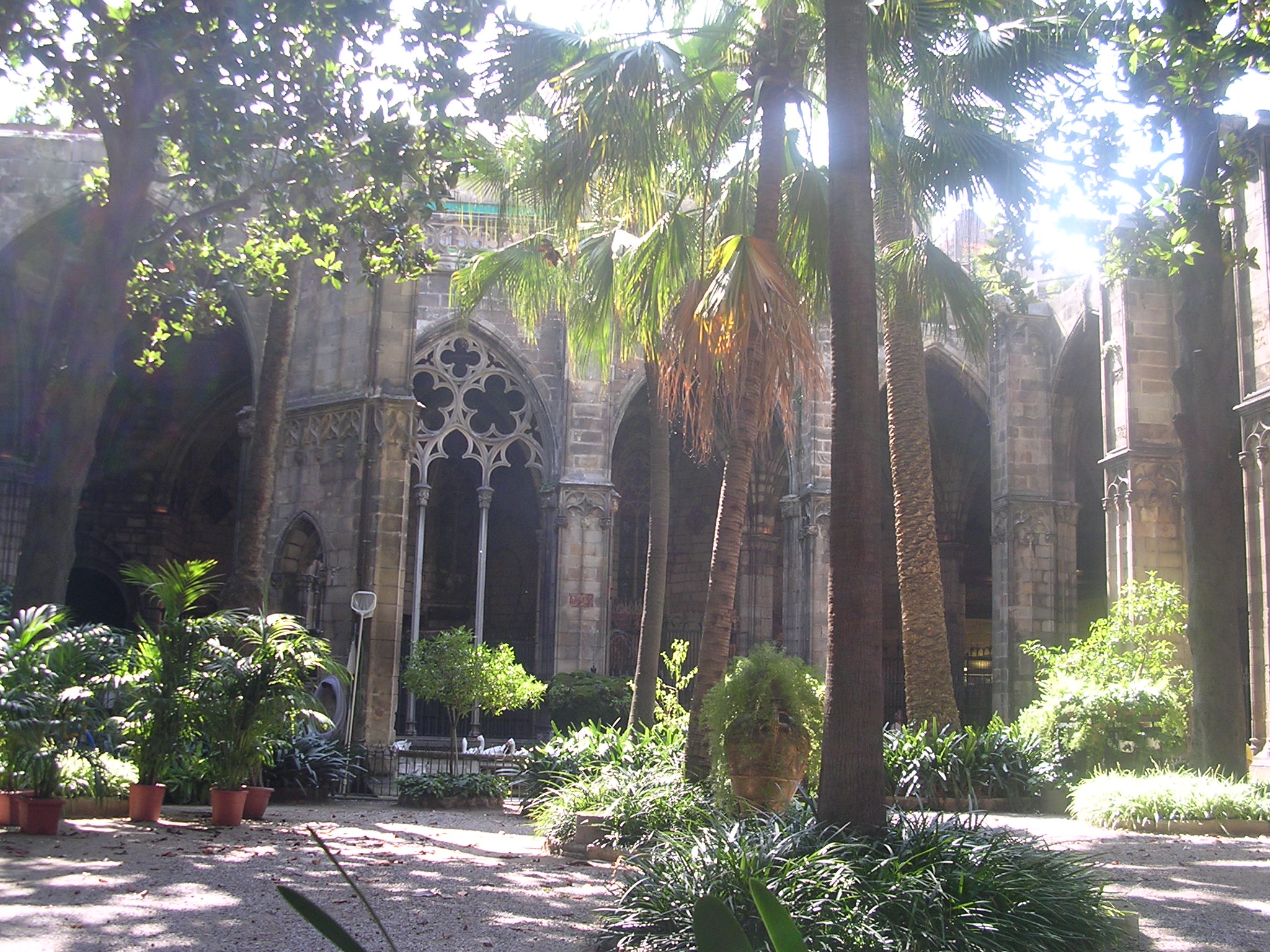
De kloostertuin met palmbomen
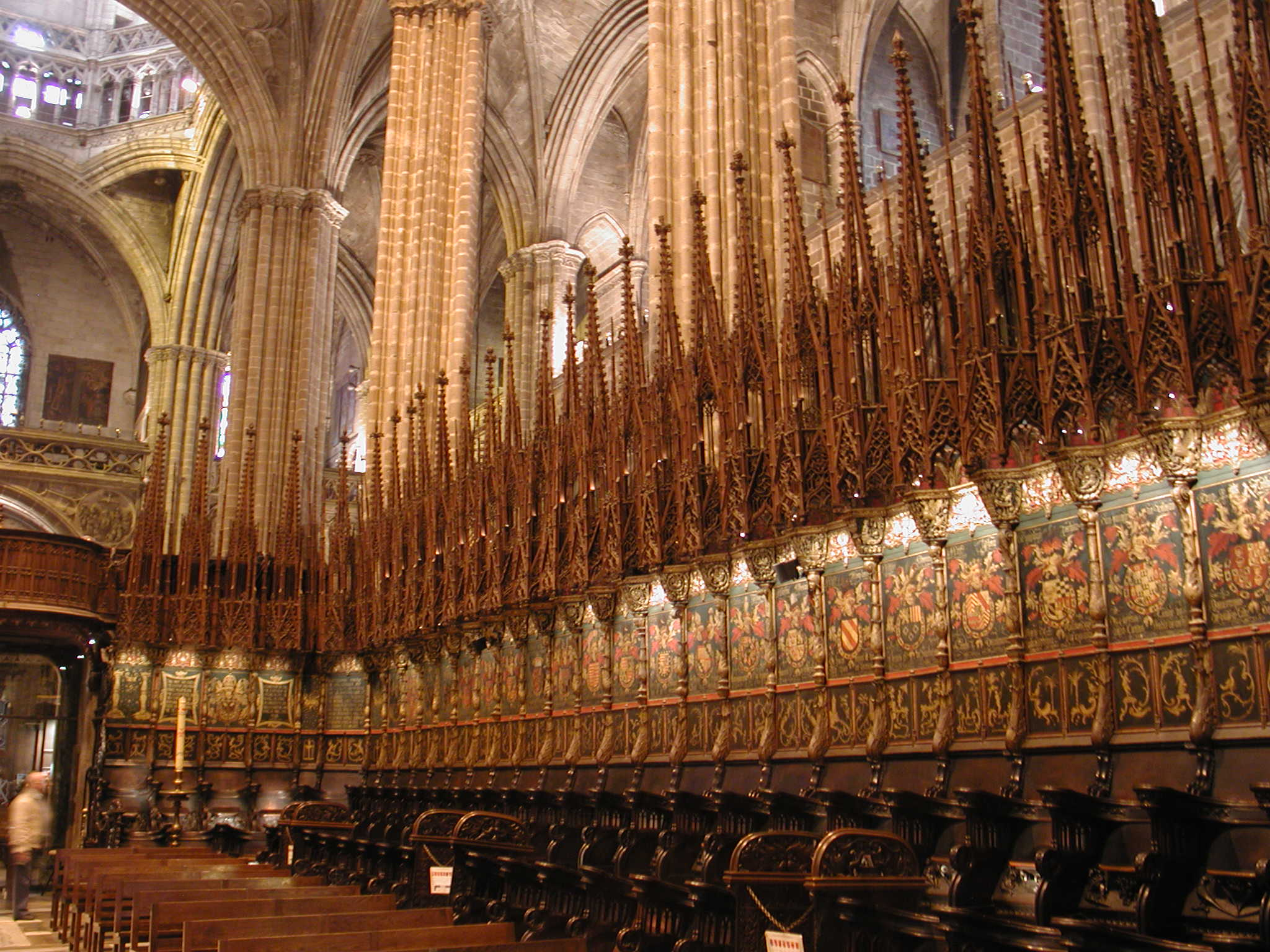
Het 15e-eeuwse bewerkte koorgestoelte
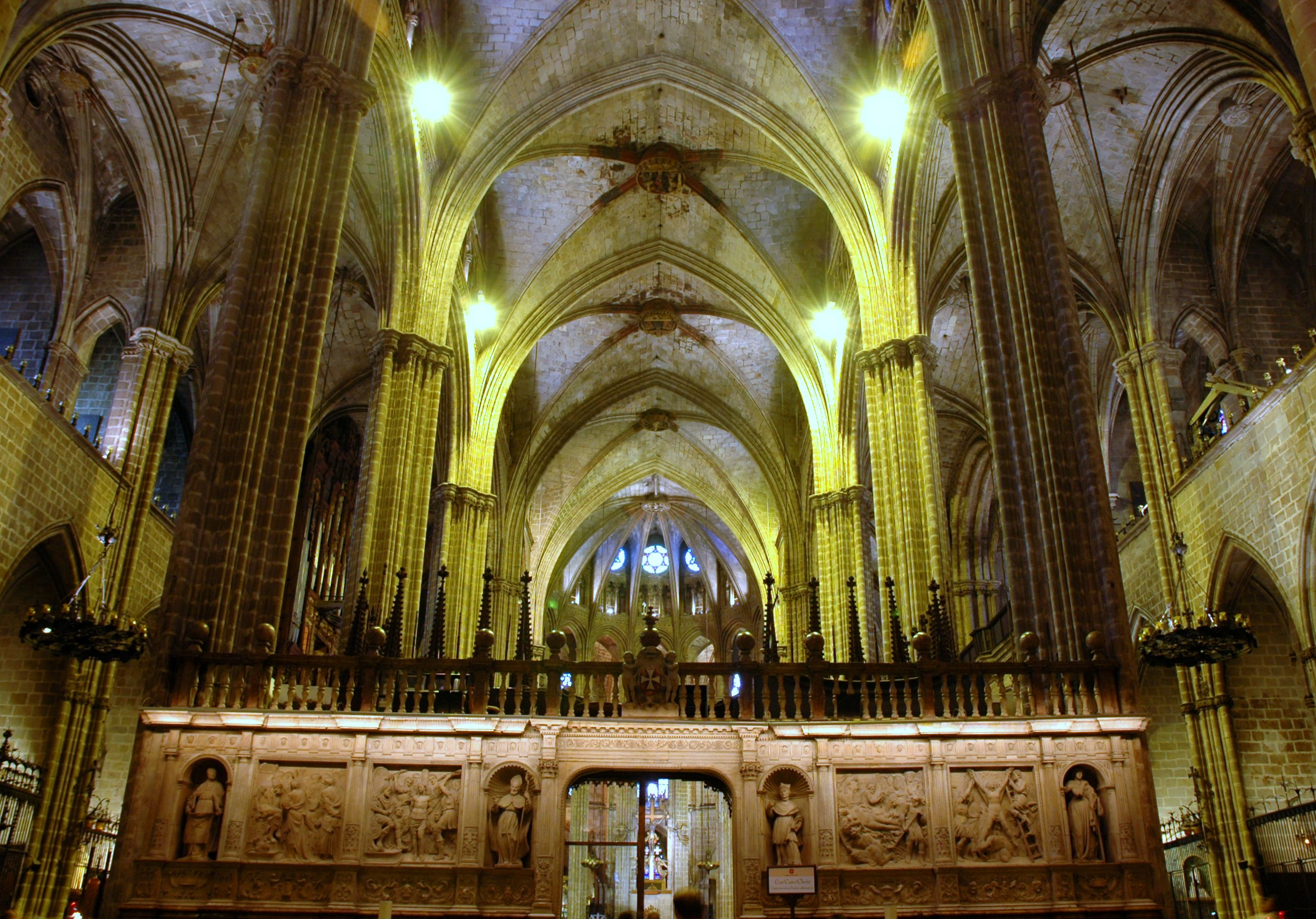
Middenbeuk van de kathedraal met het witmarmeren koorhek
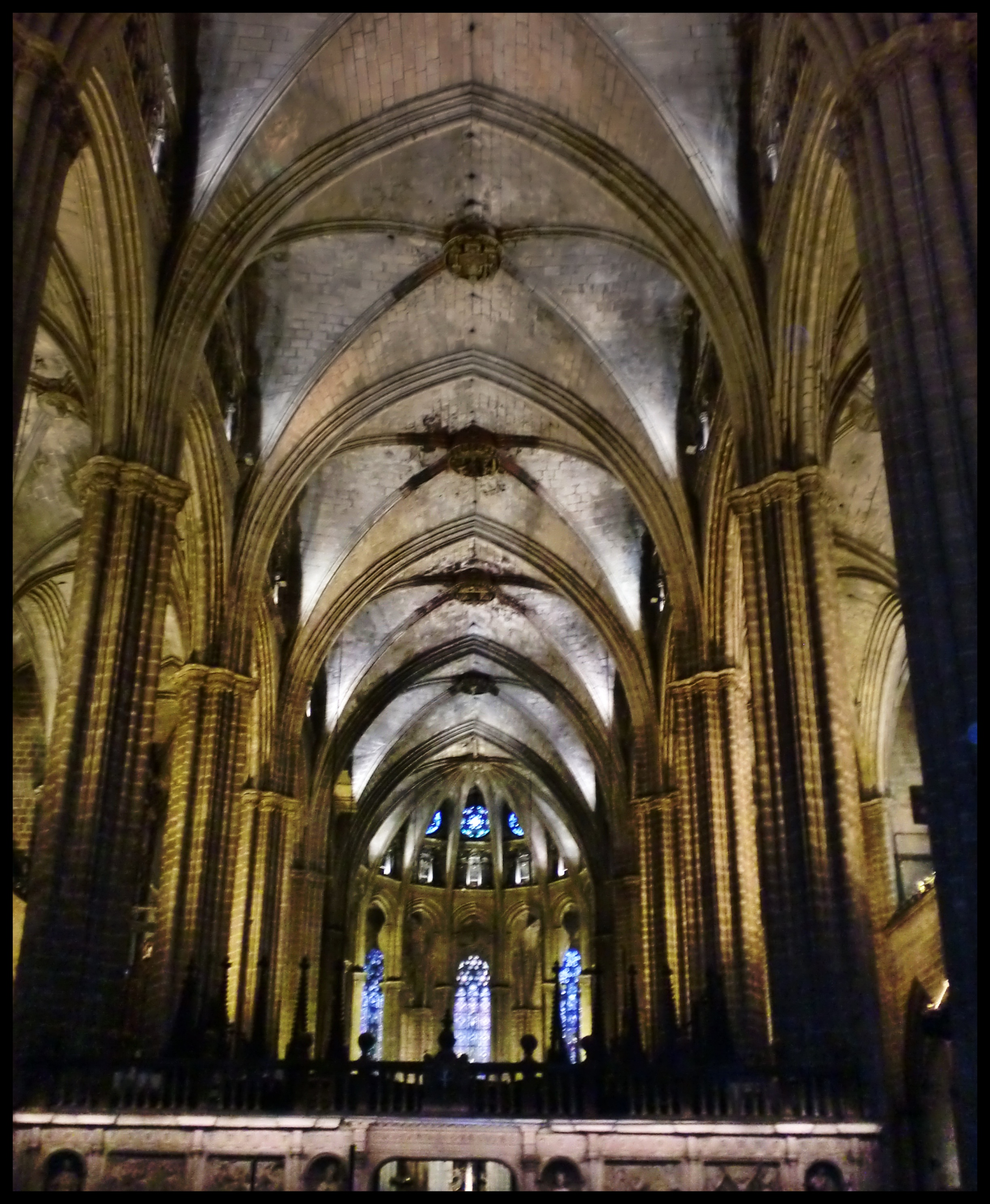
Gewelf van de middenbeuk
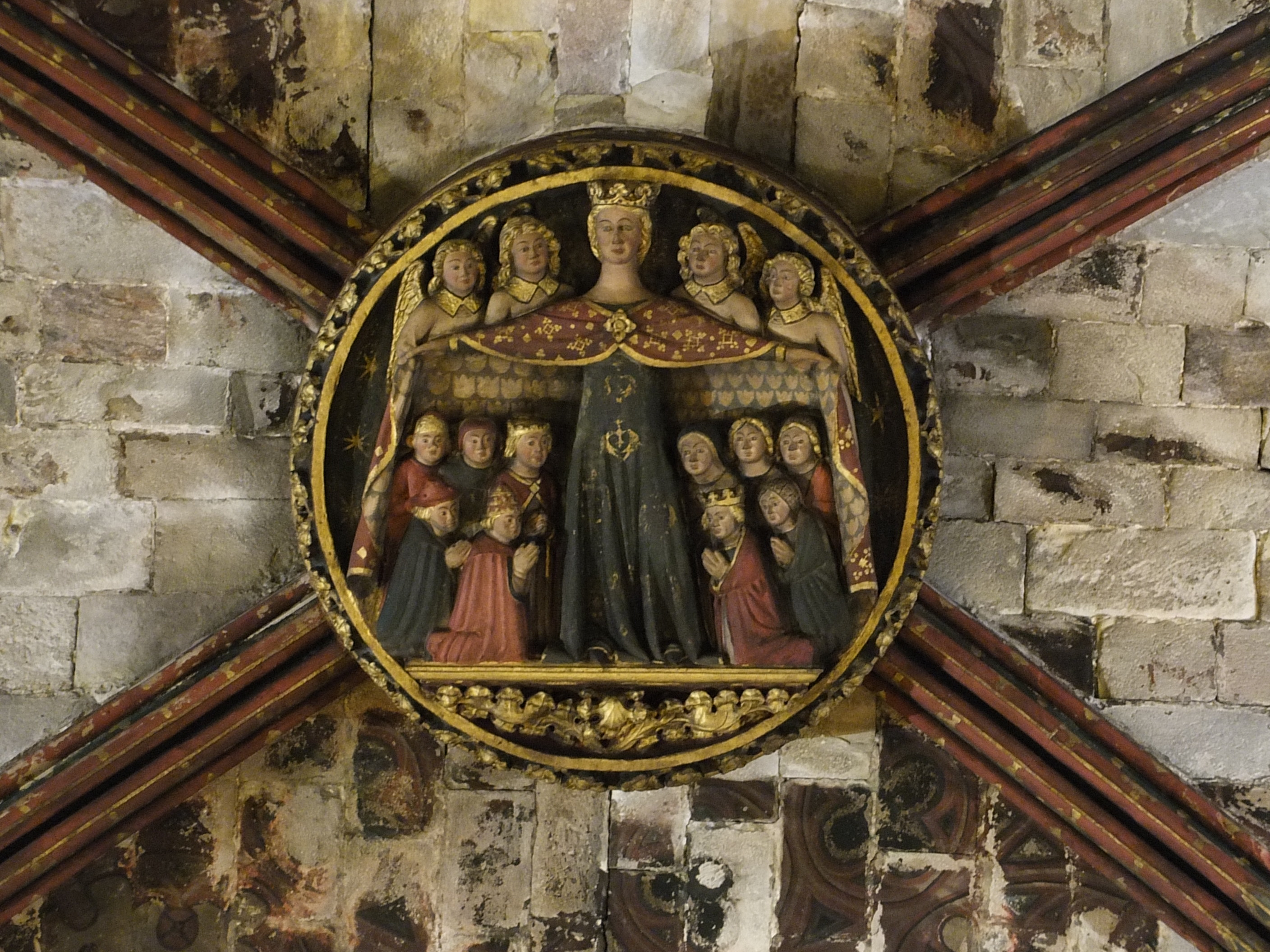
Een van de sluitstenen
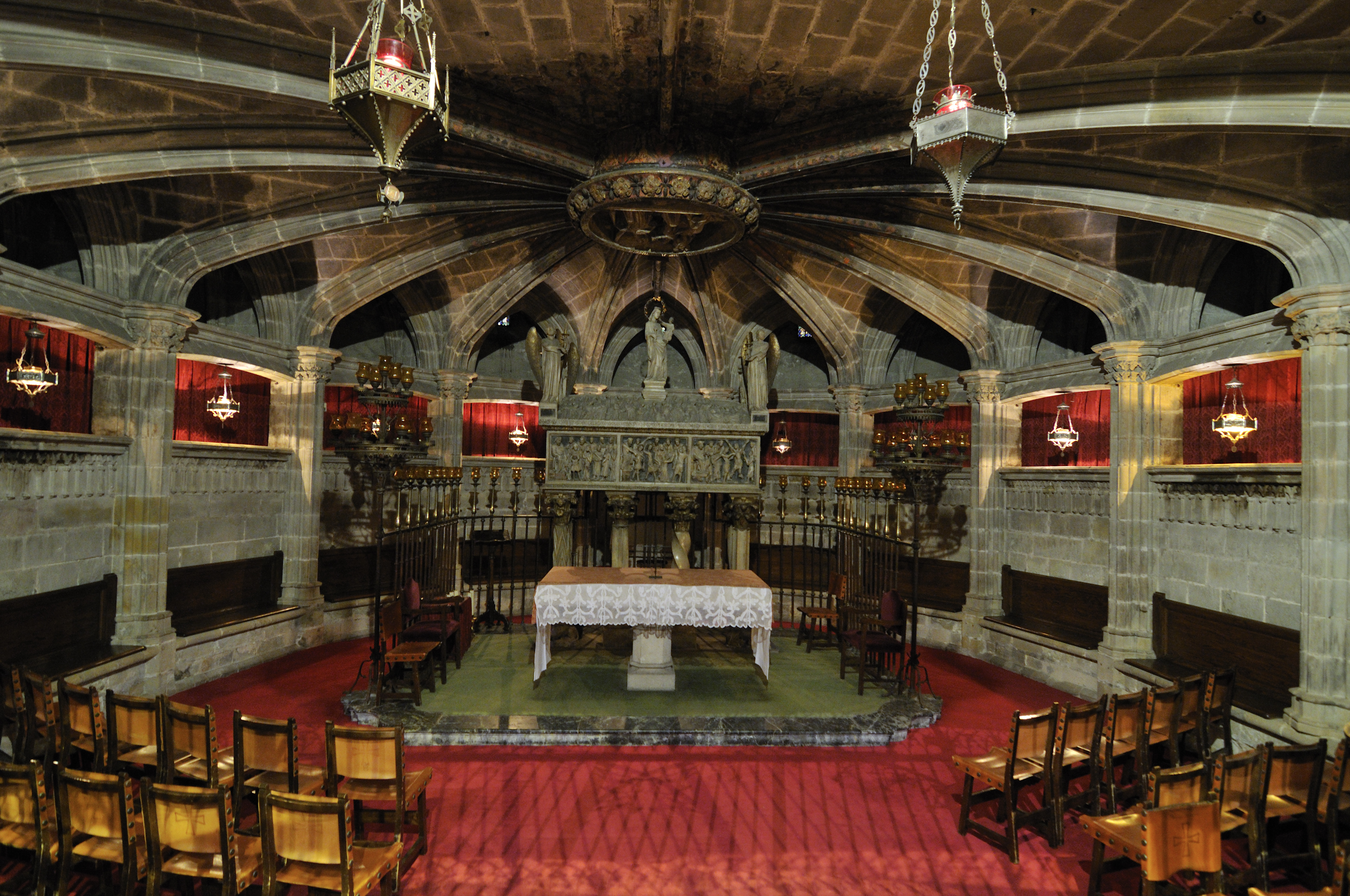
De crypte met de tombe van de heilige Eulalia
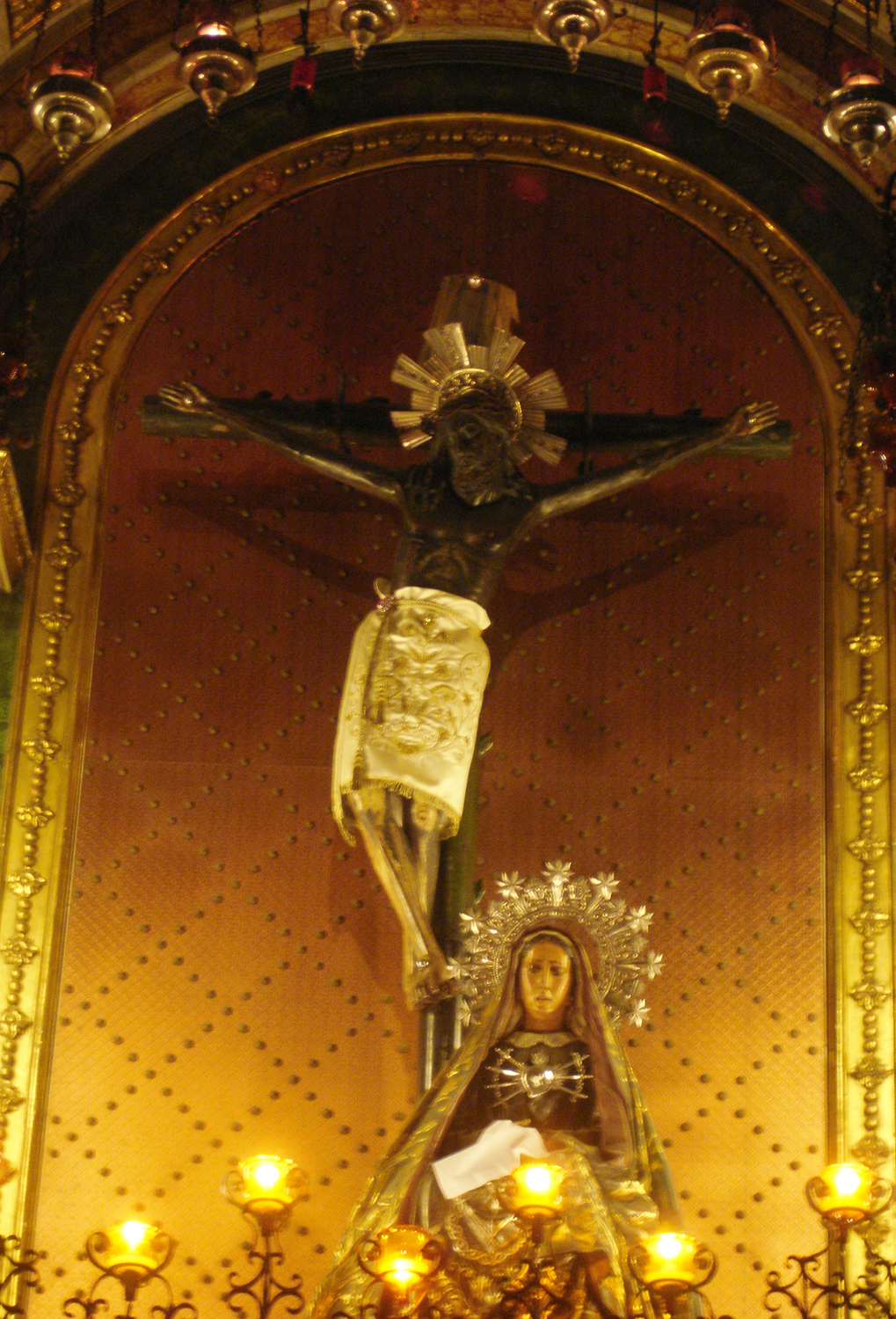
De Christus van Lepanto
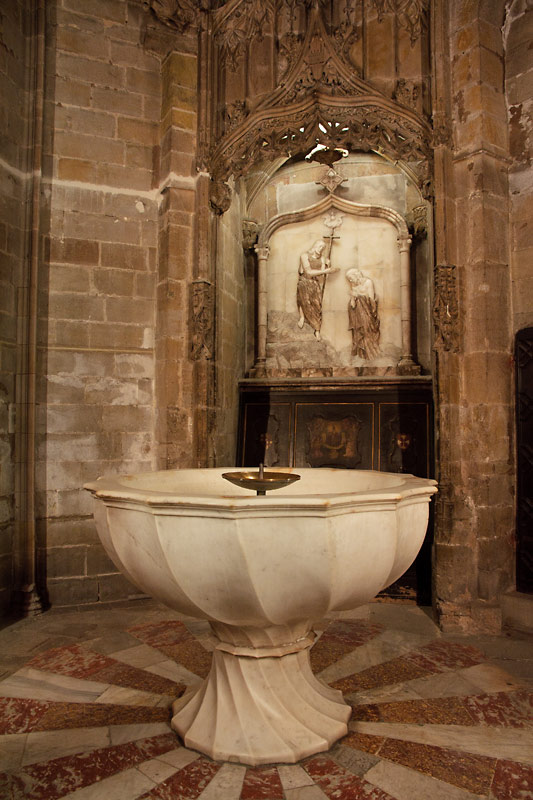
Doopvont in de kathedraal
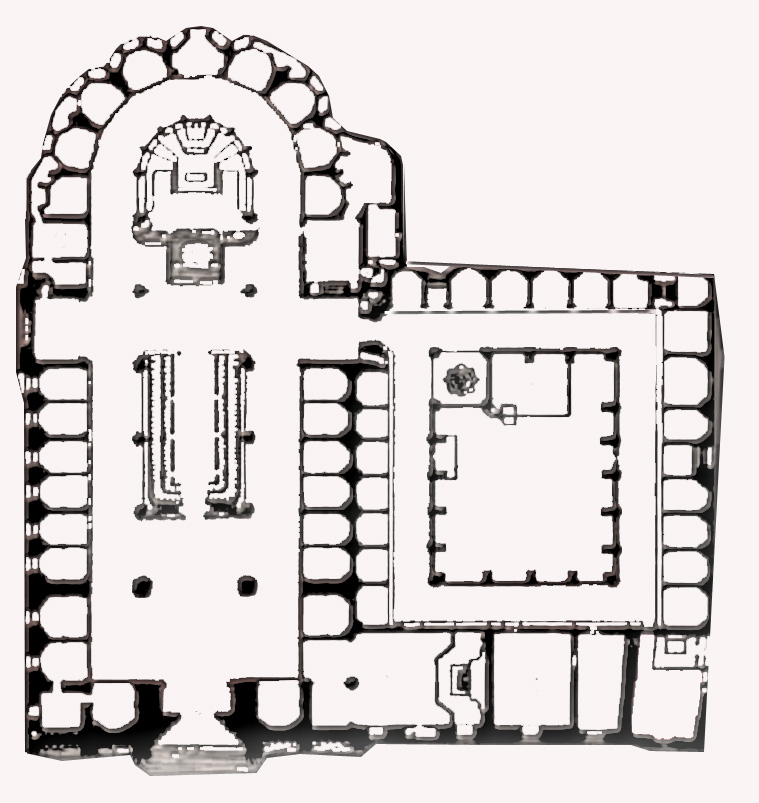
Grondplan van de kathedraal
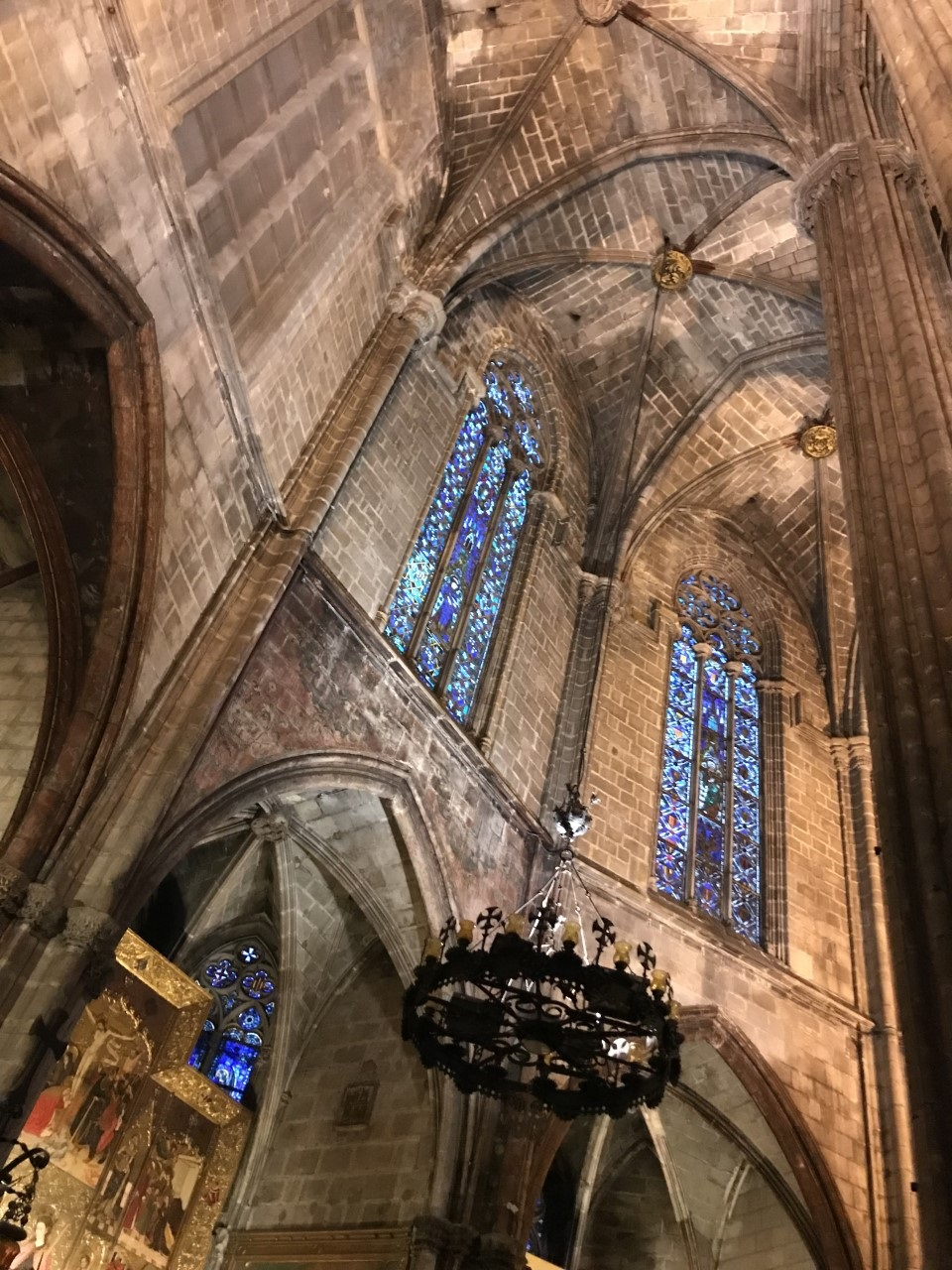
Glas-in-loodramen
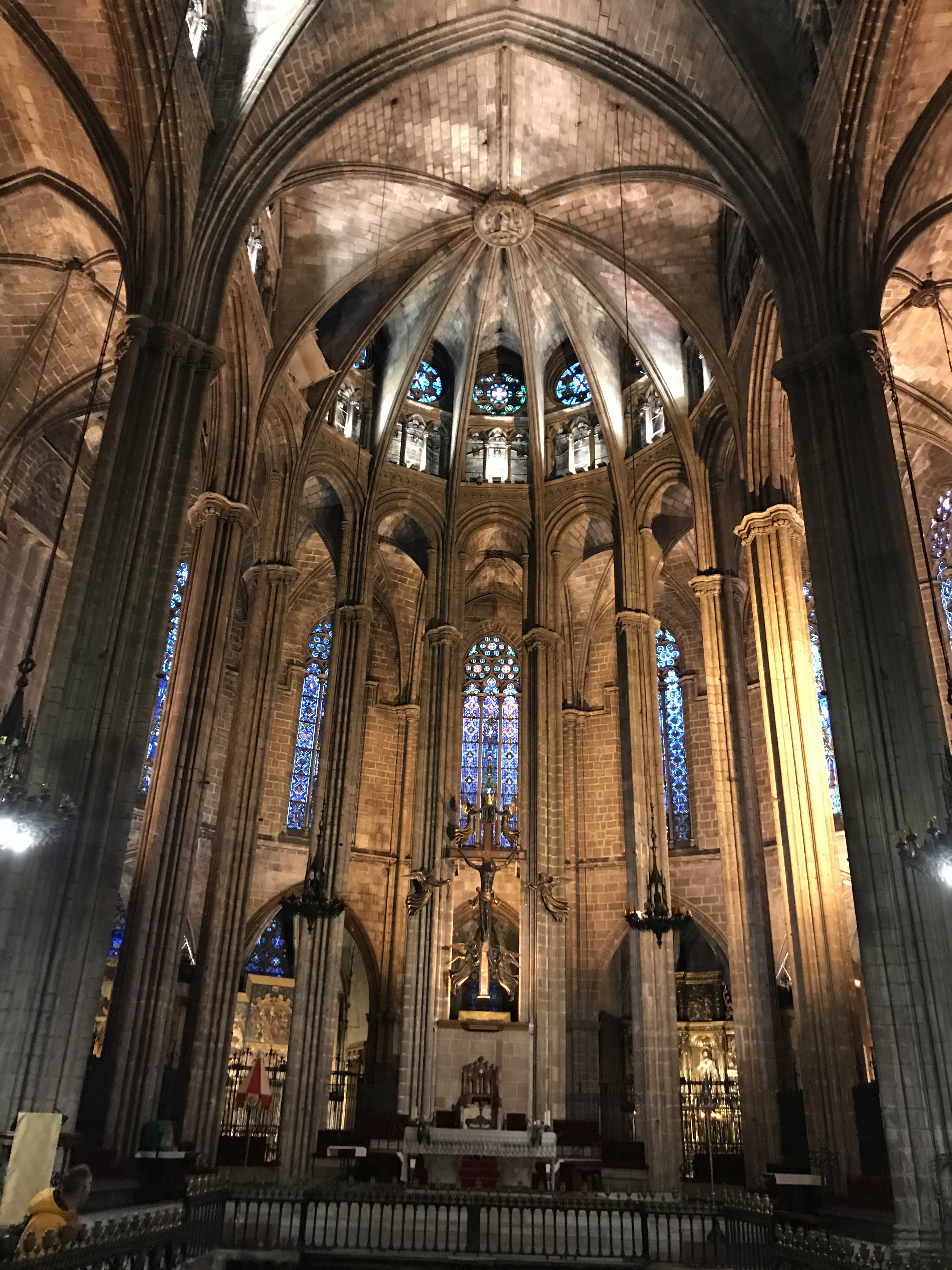
Glas-in-loodramen in gewelf